# Lee Hsien Loong

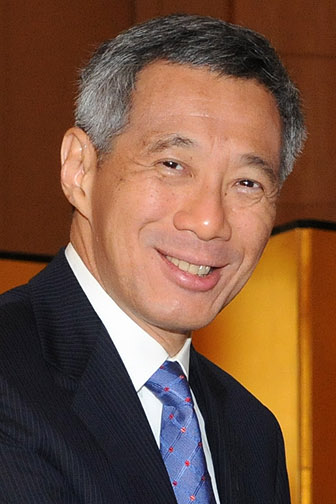
Lee Hsien Loong (2010)

Lee Hsien Loong (chinesisch 李顯龍 / 李显龙, Pinyin Lǐ Xiǎnlóng, W.-G. Li Hsien-lung, Jyutping Lei4 Hin2lung4, Pe̍h-ōe-jī Lí Hián-liông; * 10. Februar 1952 in Singapur) ist ein singapurianischer Politiker und war vom 12. August 2004 bis zum 15. Mai 2024 der dritte Premierminister der Republik Singapur.

## Biografie
Er ist der älteste Sohn des Staatsgründers und ersten Premierministers Lee Kuan Yew. Lee Hsien Loong wurde in angesehenen Schulen wie Catholic High School und National Junior College ausgebildet. Lees erste Ehefrau starb im Jahr 1982. Er ist in zweiter Ehe mit Ho Ching, der Generaldirektorin und Geschäftsführerin der Temasek Holdings, verheiratet. Zusammen haben sie drei Söhne und eine Tochter.

## Karriere
Als ältester Sohn Lee Kuan Yews musste sich Lee Hsien Loong wiederholt mit Vorwürfen des Nepotismus auseinandersetzen. 1979 studierte Lee Hsien Loong an der Kennedy School of Government der Harvard University. Zuvor hatte er sein Studium der Mathematik und Informatik in Cambridge, Großbritannien, mit Bestnoten abgeschlossen.
Bevor er 1984 erstmals ins Parlament gewählt wurde, bekleidete Lee Hsien Loong in der singapurischen Armee zuletzt den Rang eines Brigadegenerals.
Im Jahr 1986 wurde er Mitglied des Exekutivkomitees der regierenden People’s Action Party (PAP). Derzeit ist er deren stellvertretender Generalsekretär. In den Achtzigerjahren amtierte er zeitweilig als Handels- und Industrieminister und als Zweiter Verteidigungsminister, Ende 1990 ernannte ihn Premierminister Goh zu einem seiner Stellvertreter. Seit 1998 ist Lee Hsien Loong zusätzlich Vorsitzender der Monetary Authority of Singapore (faktisch die Zentralbank des Stadtstaates). 2001 berief ihn Goh Chok Tong zum Finanzminister. Angesichts dieser Machtfülle konnte Lee Hsien Loong seitdem als drittmächtigster Mann im Staat angesehen werden. Im November 2007 gab er das Amt des Finanzministers an Tharman Shanmugaratnam ab.
Am 12. August 2004 trat er die Nachfolge von Premierminister Goh Chok Tong an.
Außenpolitisch verursachte er Aufregung, als er am 10. Juli 2004 Taiwan einen im Nachhinein als „privat“ bezeichneten Besuch abstattete und am 28. August 2004 die taiwanische Unabhängigkeitspolitik kritisierte.
Am 1. Dezember 2005 sorgte Lee Hsien Loong bei seinem Staatsbesuch in Deutschland für einen protokollarischen Affront. Beim Abschreiten der Ehrenformation des Wachbataillons beim Bundesministerium der Verteidigung verneigte er sich entgegen internationaler protokollarischer Gepflogenheiten nicht vor der Deutschen Flagge, sondern ließ Bundeskanzlerin Angela Merkel stehen und ging ohne sie weiter, bis er von einem Protokollbeamten auf sein Versehen hingewiesen und gebeten wurde, auf Frau Merkel zu warten. Des Weiteren sorgte er für Aufregung, als er die Todesstrafe für den Australier Van Tuong Nguyen wegen Drogenschmuggels rechtfertigte.
Lee Hsien Loong sollte ursprünglich von Heng Swee Keat abgelöst werden. Dieser zog sich 2021 aus gesundheitlichen Gründen von der Anwartschaft zurück, aufgrund eines Schlaganfalls, den er 2016 erlitt. Es übernahm schließlich im Mai 2024 Lawrence Wong, der wie Heng auch das Amt des Finanzministers innehat.
Der erste COVID-19-Fall in Singapur wurde am 23. Januar 2020 bestätigt. Frühe Fälle wurden hauptsächlich importiert, bis sich eine lokale Übertragung zu entwickeln begann. Bis Ende März wurden Häufungen in mehreren Wohnheimen für ausländische Arbeitnehmer festgestellt, was bald zu einer überwältigenden Zahl neuer Fälle im Land führte. Als Reaktion darauf kündigte Lee am 3. April 2020 an, dass Singapur einen begrenzten Lockdown mit Bewegungseinschränkungen verhängen werde. Die Maßnahme, die im Regierungsjargon offiziell als „Leistungsschalter“ bezeichnet wird, sollte die Ausbreitung der Krankheit in der breiteren Gemeinschaft stoppen. Vom 7. April bis zum 1. Juni waren die Arbeitsplätze geschlossen und alle Schulen stellten auf Heimunterricht um. Lee fungierte als Berater einer im Januar eingerichteten Task Force auf mehreren Ministerien unter dem Vorsitz von Bildungsminister Lawrence Wong und Gesundheitsminister Gan Kim Yong. Lees Regierung spendete außerdem 500.000 US-Dollar zur Unterstützung der Weltgesundheitsorganisation. Da die Pandemie Singapur in eine Rezession stürzte, stellte die Regierung vier aufeinanderfolgende Konjunkturpakete vor, die die Wirtschaft am Leben halten sollen: die Budgets „Unity“, „Resilience“, „Solidarity“ und „Fortitude“.
Ab dem Jahr 2020 überwachte er die COVID-19-Pandemie und die darauffolgende Rezession und Erholung. Im Jahr 2022 reagierte er auf die russische Invasion in der Ukraine, indem er als einziges südostasiatisches Land Sanktionen gegen Russland verhängte.
Am 5. November 2023 kündigte Lee an, dass er die Rolle des Premierministers bis November 2024 an Lawrence Wong übergeben werde, vor den nächsten Parlamentswahlen, die im November 2025 anstehen. Die Übergabe erfolgte am 15. Mai 2024. Lee Hsien Loong trägt seitdem den Titel „Senior Minister“, der lediglich ein Ehrentitel ist.